# 1+1 (œuvre de Philip Glass)
Pour les articles homonymes, voir 1+1.
1+1 est une œuvre musicale de Philip Glass composée en 1968 pour un musicien et table amplifiée. Cette composition fait partie des œuvres fondatrices de la musique minimaliste. C'est la première composition de Glass à faire un usage rigoureux de son procédé de composition par addition d'éléments.

## Structure
1+1 est écrite pour un musicien jouant d'une table amplifiée. Les sons sont produits en frappant la table avec les doigts ou avec le poing. La pièce est composée de deux motifs rythmiques de base : 
- une croche (1)
- un triplet de deux double-croche plus une croche (2)

La partition ne définit que ces deux motifs rythmiques ainsi que le moyen de les agencer. L'ordre, le nombre de répétitions, et le nombre de figures résultants des combinaisons des motifs sont choisis par l'interprète. La partition ne précise toutefois pas si ces paramètres doivent être choisis à l'avance par l'exécutant, ou si celui-ci peut improviser.
L'agencement des deux motifs rythmiques est réalisé selon un procédé additif que Glass ré-utilisera abondamment par la suite. Il consiste à étendre et contracter une figure musicale formée des motifs rythmiques de base. Ainsi, en utilisant les motifs (1) et (2), une suite de figures possibles est :
- (1)
- (1) (2)
- (1) (2) (2)
- (1) (2) (2) (1)
- (1) (2) (2)
- (1) (2) (2) (2)
- (1) (2) (2) (2) (1)